# Actilasioptera tumidifolium
Actilasioptera tumidifolium är en tvåvingeart som beskrevs av Gagne 1999. Actilasioptera tumidifolium ingår i släktet Actilasioptera och familjen gallmyggor. Inga underarter finns listade i Catalogue of Life.